# San Gustavo
San Gustavo é um município da província de Entre Ríos, na Argentina.